# Grey (manga)
Grey è un manga di Yoshihisa Tagami, pubblicato da Tokuma Shoten nel 1985 sulla rivista Monthly Shōnen Captain e in seguito raccolto in tre tankōbon. La prima edizione italiana è stata edita da Granata Press nel marzo 1991, all'interno della collana Manga Hero, in cui venne serializzato in 9 uscite. Grey è stato ristampato nel 2006 dalla casa editrice Free Books: questa nuova edizione si articola in 3 volumi rispettosi del formato originario.
Nel 1987 dal manga fu tratto un OAV intitolato Grey: Digital Target (ＧＲＥＹ デジタル・ターゲット?, GREY dejitaru tāgetto).

## Trama
La storia è ambientata in un futuro distopico, in cui le specie animali si sono estinte, le specie vegetali sono prossime all'estinzione, gli oceani - il cui colore blu non è più nemmeno un ricordo - si sono quasi prosciugati e gli esseri umani sono continuamente in guerra fra loro. 
Gli uomini sono divisi in "plebei" e "combattenti": i plebei sono costretti a vivere in sobborghi fatiscenti, mentre i combattenti sono divisi in classi dalla "F" alla "A". A ogni gruppo di combattenti vengono assegnate delle missioni, le quali se superate danno diritto a ricevere dei crediti a seconda del numero di nemici abbattuti. Ogni 1000 crediti si accede alla classe superiore, cosa che dà diritto a vari privilegi: chi accede alla classe A può fare domanda per diventare un membro della Città, una sorta di "paradiso" per i combattenti, i cui abitanti sono esentati dalle battaglie.
Tutto ciò è controllato dal supercomputer "Grande Madre", e dalle "Piccole Madri", i computer sottoposti che controllano ciascuno dei vari settori in cui il mondo è stato diviso.
Grey è un combattente che come tutti aspira allo status di cittadino: il suo cinismo e individualismo fanno sì che egli sia spesso l'unico superstite delle squadre cui è assegnato e che riesca a passare di classe molto rapidamente. Oltre ai combattenti "regolari" esiste però anche la "resistenza", nata come gesto di ribellione contro le Piccole Madri che a volte fanno distruggere i settori, vanificando così le speranze di molti combattenti di diventare cittadini: Grey ha a che fare con la resistenza quando il gruppo resistente di Shidara fa rapire il suo caro amico Red; dopo aver localizzato la posizione di Shidara, egli si trova in mezzo a una battaglia fra combattenti e resistenti che decima il gruppo di Shidara. Assieme a Lee, ultimo superstite dei resistenti, e Nova, una ragazza a cui si è affezionato e che è l'ultima sopravvissuta del gruppo combattente in cui Grey si trovava all'inizio della storia, Grey parte per la base volante Nagoshi, sede centrale della resistenza e luogo in cui il capo di Shidara (chiamato lui stesso Shidara, infatti è da lui che deriva il nome del gruppo) ha portato Red.
Lee e Nova, però, muoiono proprio a causa di una ricognizione aerea di Nagoshi e Grey, mentre vaga da solo in territorio nemico, incontra il cyborg semidistrutto Robert J. Dimitri, dal quale apprende notizie sconvolgenti: Dimitri parecchi anni prima aveva creato Toy, il primo computer autocosciente, ed esso, analizzando i dati in suo possesso, era giunto alla conclusione che l'umanità vuole autodistruggersi, e per questo scatenò una guerra che devastò buona parte del pianeta. In seguito Toy, che aveva preso il controllo di tutti gli altri computer, si fece passare per "Grande Madre" e inventò il sistema delle classi per fare in modo che gli umani si uccidessero nuovamente a vicenda.
Queste notizie scatenano in Grey la voglia di distruggere Toy, ma anche Nagoshi, in quanto lui la crede non troppo diversa dalla Città come ideale per cui gli uomini si uccidono; inoltre Nagoshi è anche la responsabile della morte di Lee e Nova. L'obiettivo di distruzione di Nagoshi si realizzerà (anche grazie al sacrificio di Robert J. Dimitri), e così Grey si reca alla Città per eliminare Toy, accompagnato da due membri eccellenti della resistenza: Lara (la dea-regina di Nagoshi) e Shidara, dato che ciascuno di essi ha come obiettivo la distruzione di Toy.
Durante il tragitto Grey perderà anche questi due compagni e giunto alla Città farà un'agghiacciante scoperta: i cittadini sono tutti droidi e i combattenti di classe A non sono mai esistiti, ennesima beffa del mostruoso progetto di sterminio dell'uomo ideato da Toy.

## Personaggi

### Combattenti
- Grey: protagonista della storia, soprannominato Shinigami (adattato come Morte nella versione italiana) per la sua abilità in combattimento e per il disprezzo delle regole che, se da un lato lo porta a inimicarsi molti personaggi, dall'altro gli permette di salvarsi sempre anche in situazioni mortali per quasi tutti. Durante l'incursione nella base di Nagoshi, viene ferito e in seguito trasformato in "mezzoumano" (cyborg) per volere di Lara, la dea-regina di Nagoshi. Lara decide di dotarlo di tutte le tecnologie più avanzate nella speranza che egli diventi alleato della resistenza nella lotta contro Toy.
- Lips: fidanzata di Grey, è la sua morte in battaglia a spingere il plebeo Grey a diventare un combattente. Non la si vede mai se non in alcuni flashback all'inizio del manga.
- Nova: unica superstite della squadra in cui combatteva Grey all'inizio del manga, è l'unica persona a cui Grey sembra affezionarsi.
- Red: non è più un vero e proprio combattente, ma un "ispettore", una figura che controlla il corretto svolgersi delle battaglie e dopo 5 anni può fare domanda per diventare cittadino. Viene detto che fu il capitano della squadra in cui Lips combatteva prima di morire, e per il rimorso nei confronti di Grey gli insegnò tutto ciò che sapeva sul combattimento, rendendolo un guerriero micidiale, e diventando così il suo più caro amico. A Nagoshi Red viene trasformato in un mezzoumano e messo a capo di un battaglione di resistenti, tutto questo grazie al lavaggio del cervello, e Grey si vede costretto a eliminarlo in duello.

### Resistenza
- Lee: unico sopravvissuto della battaglia tra il gruppo resistente di Shidara e le potenti forze di uno dei tanti settori, si aggrega a Grey e Nova. Il suo carattere sarcastico è molto simile a quello di Grey.
- Shidara: uno dei capi carismatici della resistenza, muore quando una Piccola Madre decide che il suo settore d'appartenenza deve essere distrutto. Prima della sua morte cerebrale, la sua memoria viene trasferita in un computer e poi impiantata in un droide: lui non è a conoscenza di ciò e crede di essere un mezzoumano, mentre in realtà è un automa. Viene distrutto durante l'assalto alla corazzata volante della Città.
- Lara: un mezzoumano differente dagli altri, in quanto invece di essere una mente umana in un corpo meccanico è un corpo quasi del tutto umano con la mente elettronica di un robot, ovvero di uno dei droidi "Sikuro" creati da Robert J. Dimitri. Lara è il capo della resistenza nonché regina e "dea" della base di Nagoshi; dopo la distruzione di questa, si unirà a Grey e Shidara nell'assalto alla Città, e si sacrificherà per permettere a Grey di oltrepassare le difese che proteggono Toy.

### Altri
- Robert J. Dimitri: personaggio chiave di tutta la vicenda, Dimitri nacque 500 anni prima degli avvenimenti della storia. Non è chiaro a quale punto degli eventi divenne un cyborg. Egli fu il creatore di Toy, il computer che causò la distruzione di parte del pianeta: per rimediare, Dimitri creò dei duplicati di sé (chiamati "Ropé") a guardia di ciascuna delle "Piccole Madri", e dei droidi femminili chiamati "Sikuro" preposti a dare informazioni, sempre nel centro di controllo delle Piccole Madri. Scopo delle Sikuro e dei Ropé sarebbe stato aiutare un uomo a sconfiggere Toy, e quell'uomo nelle sue intenzioni dovrebbe essere Grey.
Dopo essere riuscito a trasferire la sua memoria in uno "Ion" (un droide simile a un cane), Dimitri si fa esplodere danneggiando il centro di controllo della fortezza volante Nagoshi, causandone alla fine la distruzione.
- Toy: computer senziente creato da Robert J. Dimitri, crea una rete globale di computer di cui prende il controllo e se ne serve per scatenare una tremenda guerra che porterà il pianeta nelle condizioni viste nel manga. Toy agisce in questo modo poiché a suo parere il comportamento dell'umanità è un sintomo della sua voglia di autodistruzione: tutte le sue azioni nella sua visione distorta sono quindi una sorta di "favore" all'umanità. Nel finale del manga, quando verrà distrutto da Grey, si capisce come esso si consideri alla pari di un dio.